# Las Mesitas
Las Mesitas är en ort i Mexiko.   Den ligger i kommunen Juárez och delstaten Michoacán de Ocampo, i den södra delen av landet, 130 km väster om huvudstaden Mexico City. Las Mesitas ligger 1 663 meter över havet och antalet invånare är 109.
Terrängen runt Las Mesitas är huvudsakligen kuperad, men åt nordost är den bergig. Runt Las Mesitas är det ganska glesbefolkat, med 47 invånare per kvadratkilometer. Närmaste större samhälle är Heróica Zitácuaro, 11,6 km norr om Las Mesitas. I omgivningarna runt Las Mesitas växer huvudsakligen savannskog.